# إحياء العمارة البيزنطية

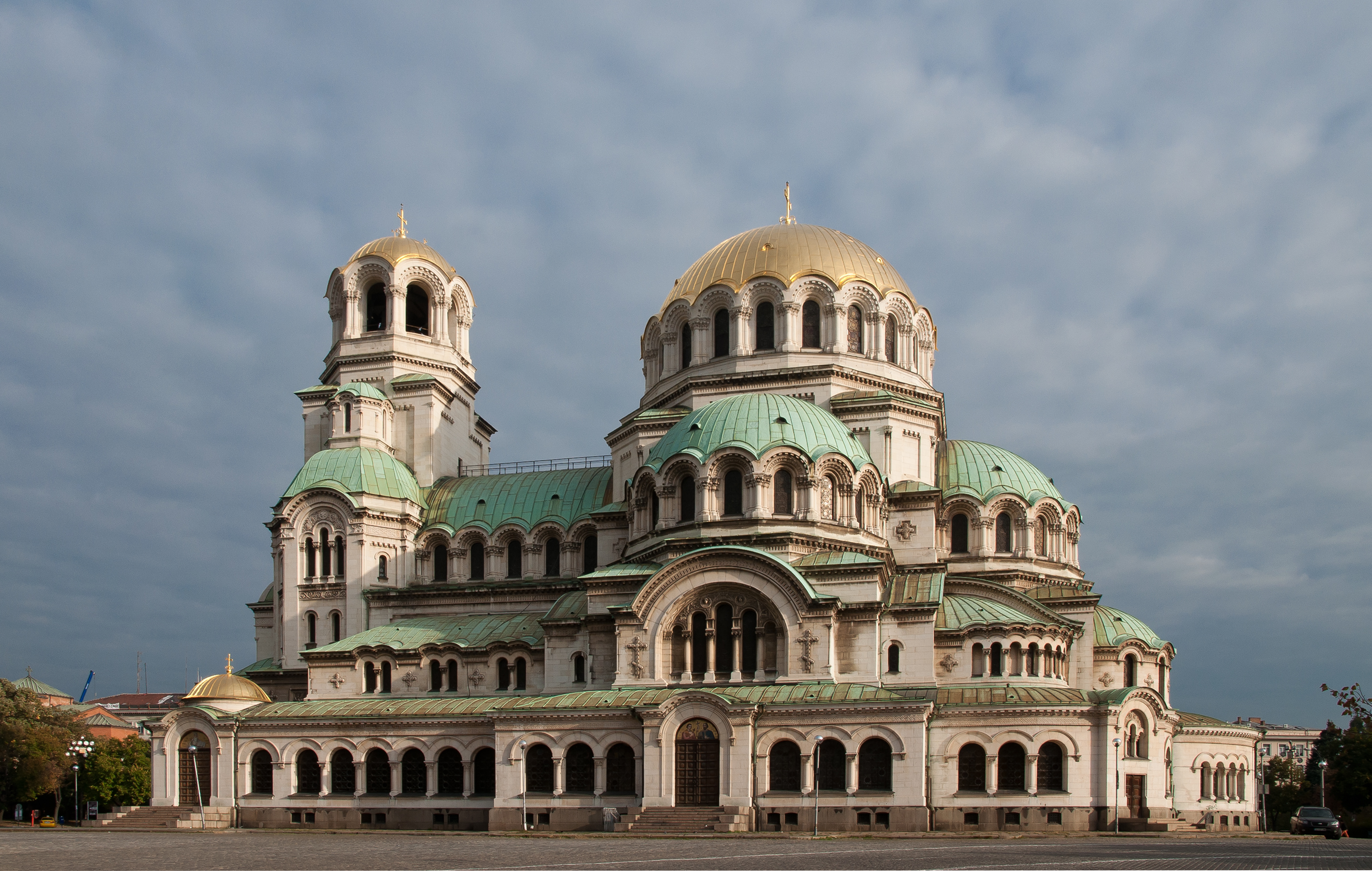
كاتدرائية ألكسندر نيفسكي، صوفيا، بلغاريا (1912). من أمثلة الإحياء المعماري البيزنطي في أوروبا.

إحياء العمارة البيزنطية أو العمارة البيزنطية الجديدة (بالإنجليزية: Byzantine Revival architecture أو Neo-Byzantine) حركة إحياء معمارية، يمكن رؤيتها بشكل متكرر في المباني الدينية والمؤسساتية والعامة. يتضمن الإحياء البيزنطي عناصر الأسلوب البيزنطي المرتبط بالعمارة المسيحية الشرقية والأرثوذكسية التي يرجع تاريخها إلى الفترة بين القرنين الخامس والحادي عشر، لا سيما في القسطنطينية (إسطنبول الحالية) وإكسرخسية رافينا. برزت العمارة البيزنطية الجديدة في القرن التاسع عشر في أوروبا الغربية وبلغت ذروتها في الربع الأخير من القرن التاسع عشر في الإمبراطورية الروسية، وفي وقت لاحق في بلغاريا. نشطت المدرسة البيزنطية الجديدة في يوغوسلافيا بين الحرب العالمية الأولى والحرب العالمية الثانية.

## قائمة بحسب الدولة

### الدول الألمانية
تشمل الأمثلة الأولى للعمارة البيزنطية الرومانية الناشئة، كنيسة ألكسندر نيفسكي التذكارية في بوتسدام، التي بناها المعماري الروسي فاسيلي ستاسوف، ودير سانت بونيفاس الذي وضع أساسه لودفيغ الأول ملك بافاريا عام 1835 وانتُهي من بنائه عام 1840. اتبعت البازيليكا القواعد المعمارية لرافينا في القرن السادس، على الرغم من أن نظامها الكورنثي كان انحرافًا واضحًا عن الفن البيزنطي التاريخي. كلف لودفيغ الثاني ملك بافاريا بتصميم الديكورات الداخلية لقصر نويشفانشتاين ذي الأسلوب الرومانسكي، بأسلوب البيزنطية الجديدة الذي اكتمل مع صور الموزاييك لجستينيان الأول والقديسين الإغريق.
أيد المعماري الدنماركي ثوفيل هانسن الأسلوب في خمسينيات القرن التاسع عشر. تتبع أعماله الرئيسية الأسلوب الإغريقي الجديد وأسلوب النهضة الجديد. مع ذلك، وباعتباره أستاذًا للفن البيزنطي في أكاديمية الفنون الجميلة في فيينا، فقد أسس جيلًا من المعماريين الذين نشروا العمارة البيزنطية الجديدة في النمسا والمجر وصربيا ويوغسلافيا بعد الحرب. تتضمن أعمال هانسن التي تتبع أسلوب البيزنطية الجديدة متحف التاريخ العسكري في فيينا (1852- 1856، مع لودفيغ فورستر)، والكنيسة الأرثوذكسية اليونانية المقدسة، فيينا (1856- 1858) وكنيسة السيد المسيح في ماتسلايندورف، فيينا (1858- 1860).
بُنيت العديد من الكنائس بأسلوب البيزنطية الجديدة خلال فترة المؤسسين، مثل كنيسة القلب المقدسة أو بازيليكا روزاري الموجودتان في برلين.

### صربيا
حصلت العمارة المقدسة الحديثة في صربيا على زخمها الرئيسي من كنيسة الدفن السلالي في أوبليناك التي أمرت سلالة كاراتجورتجوفيتش ببنائها عام 1909. خطط المعماريون الروس البارزون والمتدربون في روسيا للصروح الحكومية الرئيسية في بلغراد، مع وصول الفنانين اللاجئين الروس بعد ثورة أكتوبر. كان الملك ألكسندر الأول الراعي لحركة البيزنطية الجديدة، وكان مؤيدوها الرئيسيون ألكسندر ديروكو ومومير كورونوفيتش وبرانكو كريستيش وغريغوريج سامويلوف ونيكولا كراسنوف (نيكولاي بتروفيتش كراسنوف). تمثلت مشاركتهم الرئيسية في بناء القلاع الملكية في مدينة ديدييه، كاتدرائية القديس سافا وكنيسة القديس ماركس (بلغراد). أيد كل من ميهايلو ميتروفيتش ونيبوشا بوبوفيتش النزعات الجديدة في العمارة المقدسة التي استخدمت أمثلة كلاسيكية في التقاليد البيزنطية وذلك بعد انتهاء الحقبة الشيوعية.

### الإمبراطورية الروسية
كانت كاتدرائية صوفيا في بوشكين (1782- 1788) أول تجربة مع المعالجة البيزنطية للهياكل الكلاسيكية الجديدة الأخرى. عزز نيكولاي الأول إمبراطور روسيا في ثلاثينيات القرن الرابع عشر ما يُسمى بأسلوب أسلوب روسو البيزنطي في الكنائس التي صممها كونستانتين ثون. احتقر نيكولاي الأول الفن البيزنطي الحقيقي، وقد يحتوي أسلوب ثون القليل من ذلك. استبدل ثون بشكل ملحوظ وروتيني بالقوس البيزنطي الدائري، الجملون الذي يتخذ شكل العارضة وبالقبة البيزنطية نصف الكروية، القبة البصلية، لينتمي المخطط الإنشائي والتصميم إلى المعيار الكلاسيكي الجديد.
اعتُمد الفن البيزنطي الحقيقي الذي أشاعه غريغوري غاغارين ودايفيد غريمن من قبل ألكسندر الثاني إمبراطور روسيا، باعتباره الأسلوب الرسمي لحكم الأمر الواقع في الكنيسة الأرثوذكسية. أصبحت العمارة البيزنطية وسيلة للتوسع الأرثوذكسي على حدود الإمبراطورية (كونغرس بولندا، شبه جزيرة القرم، القوقاز). مع ذلك، لم يكتمل سوى عدد قليل من المباني في عهد ألكساندر الثاني بسبب المشاكل المالية. غير ألكساندر الثالث تفضيل الدولة لصالح إحياء العمارة الروسية معتمدًا على تقليد موسكو وياروسلافل في القرنين السادس عشر والسابع عشر، لكن العمارة البيزنطية ظلت خيارًا شائعًا خاصة بالنسبة للكاتدرائيات الكبيرة. تتركز الكاتدرائيات البيزنطية الجديدة في المقاطعات الغربية (بولندان ليتوانيا)، وقواعد الجيش في القوقاز وآسيا الوسطى واستضافات القوقاز والمنطقة الصناعية في الأورال حول مدينة بيرم. طور المعماري دايفيد غريم وفاسيلي كوسياكوف نوعًا وطنيًا فريدًا من الكاتدرائيات البيزنطية ذات القبة الواحدة مع أربعة قباب معلقة على مثلثات كروية متناظرة، أصبحت المعيار الفعلي بين ثمانينيات وتسعينيات القرن التاسع عشر.

## أمثلة

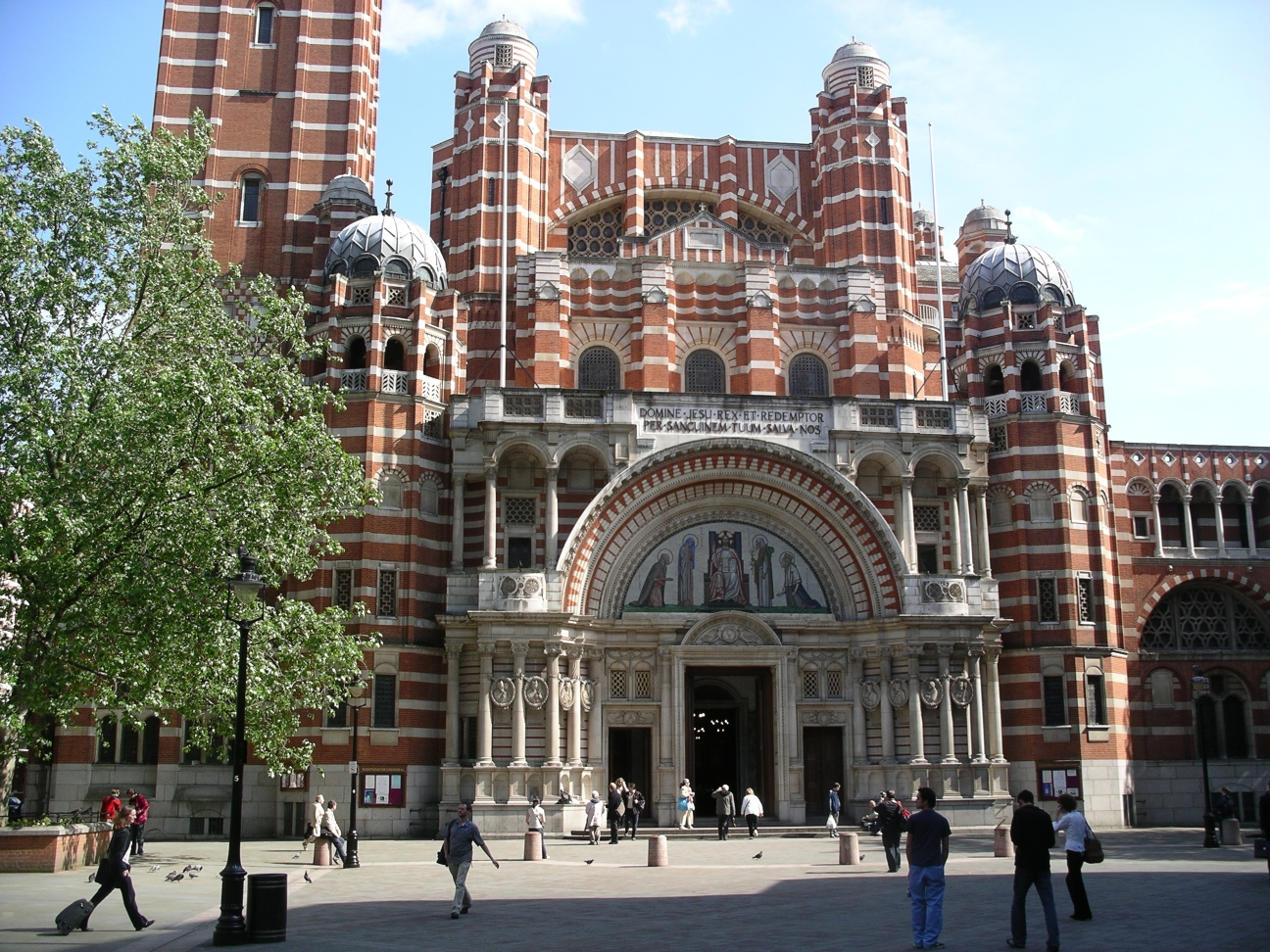
كاتدرائية وستماستر، لندن
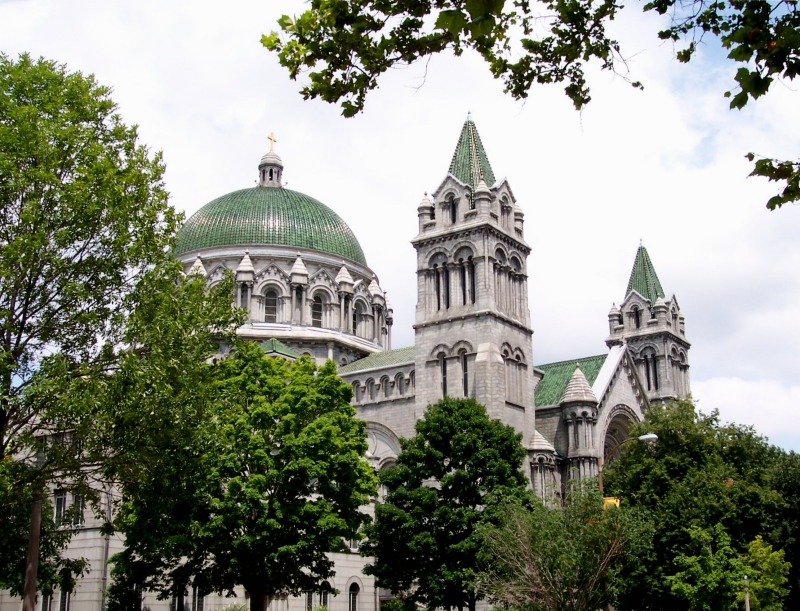
بازيليكا كاتدرائية في سانت لويس
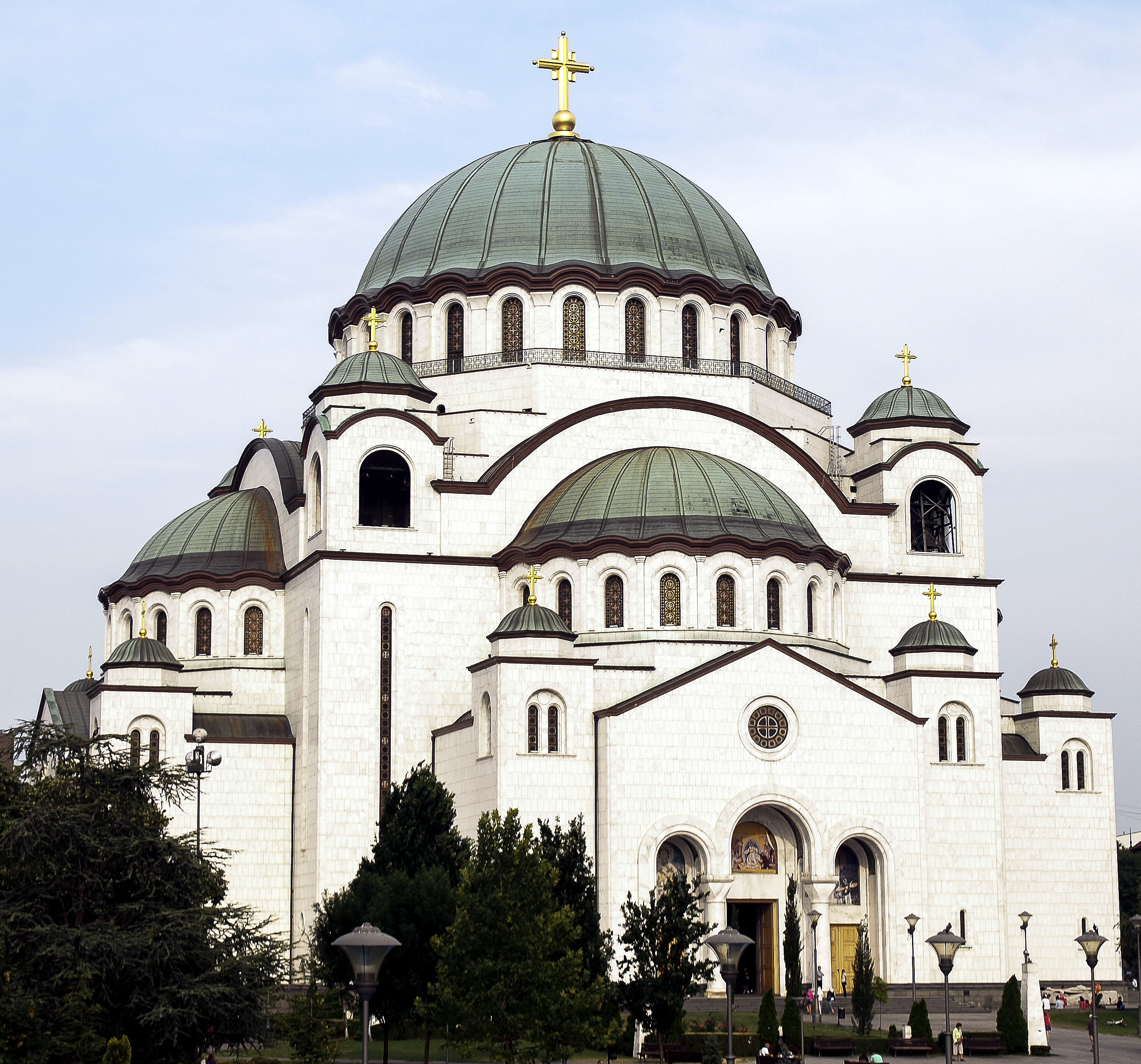
كاتدرائية القديس سافا، بلغراد
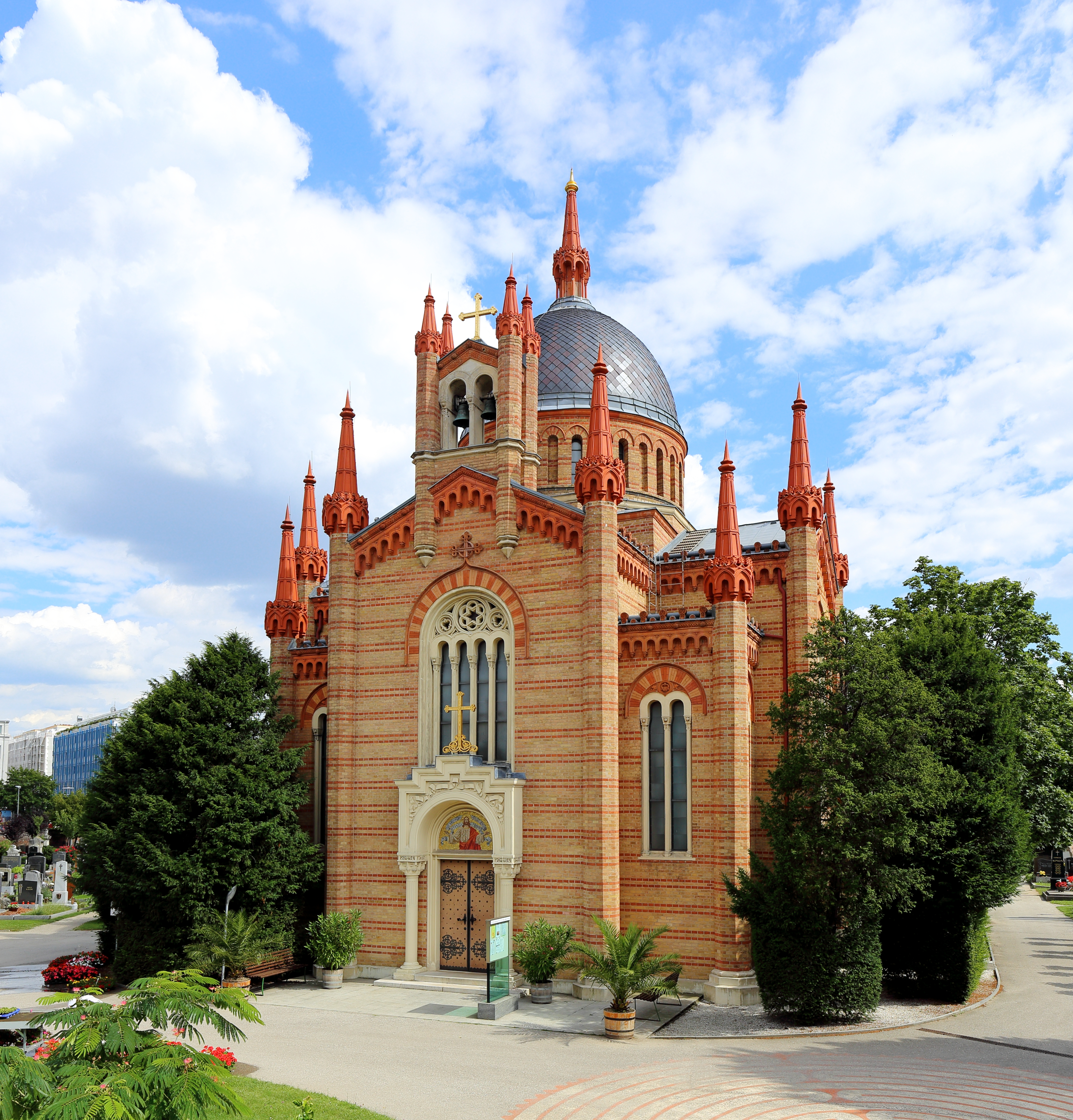
كاتدرائية، فينا
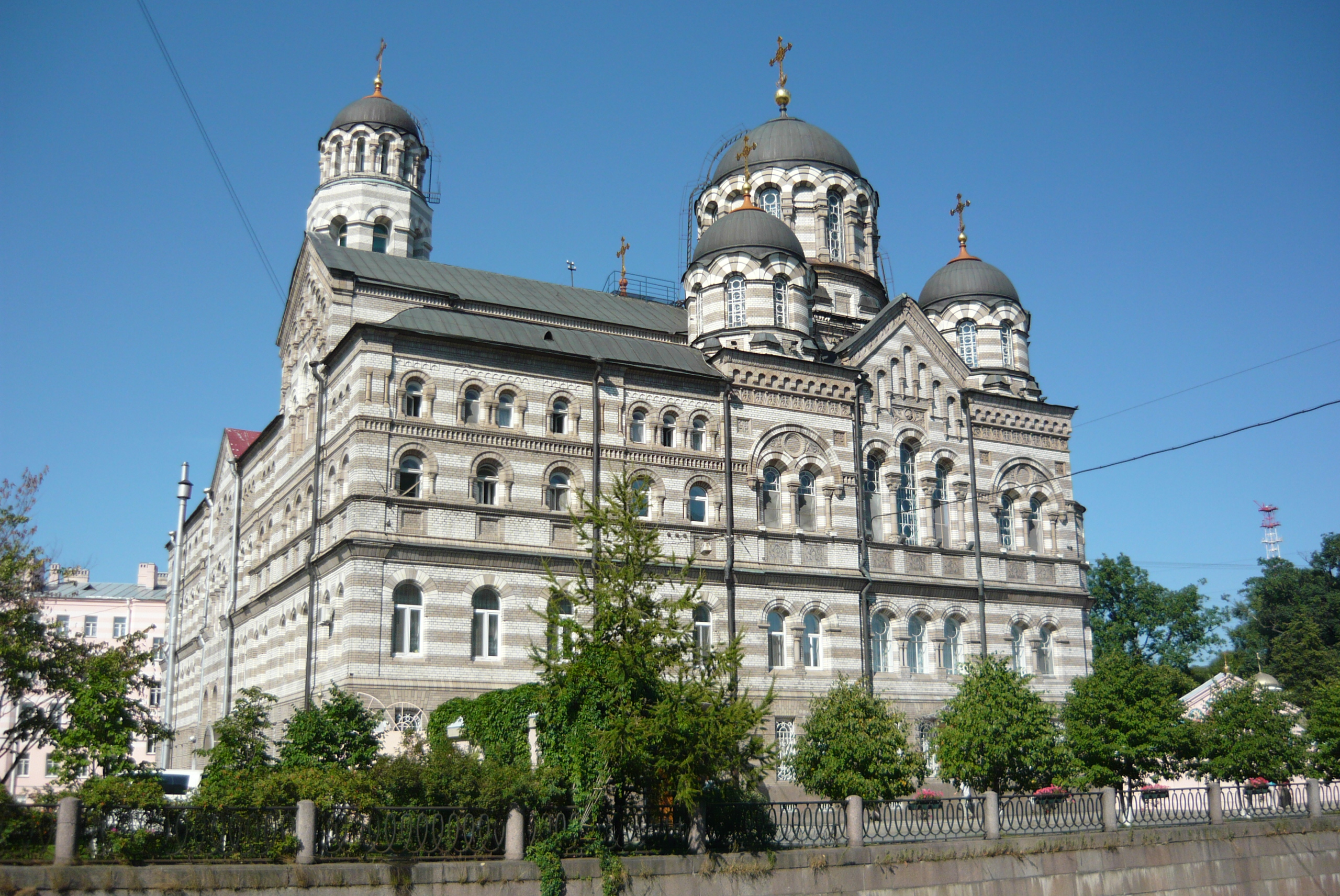
مبنى في سانت بطرسبرغ

## وصلات خارجية
- العمارة الروسية البيزنطية الجديدة